# Council for Secular Humanism
Council for Secular Humanism (Rada na rzecz Sekularystycznego Humanizmu) jest amerykańską organizacją pozarządową zrzeszającą świeckich humanistów działających na rzecz sekularyzmu, z siedzibą w Nowym Jorku. W roku 1980 stowarzyszenie opublikowało Deklarację Sekularystycznego Humanizmu, akt wiary w demokratyczny wymiar i wagę sekularystycznego humanizmu. Organizacja działa na rzecz utrzymania (czy też, według części działaczy na rzecz sekularyzmu - wprowadzenia) w USA świeckiego państwa, rozwoju wiedzy oraz promowania świeckości w życiu publicznym. Sprzeciwia się dyskryminacji ateistów, agnostyków i innych mniejszości oraz walczy z religijnym fundamentalizmem. 
Stowarzyszenie wydaje również znany w kręgach wolnomyślicielskich dwumiesięcznik Free Inquiry, którego redaktorem naczelnym jest założyciel stowarzyszenia, filozof Paul Kurtz.